# Einheitsstaat

Karte der Einheitsstaaten

Als Einheitsstaat wird ein Staat bezeichnet, in dem die Staatsgewalt über das gesamte Staatsgebiet meist von der Hauptstadt aus zentralistisch ausgeübt wird. Gebräuchlich ist heute zunehmend auch der Ausdruck Zentralstaat. Als besondere Ausprägung des Einheitsstaats wird teilweise der dezentrale Einheitsstaat (auch dezentralisierter Einheitsstaat) genannt, der über dezentrale Organe der Selbstverwaltung wie etwa Bezirke oder Départements verfügt, die jedoch zentral beaufsichtigt werden.
Einheitsstaaten werden durch Einteilung in Verwaltungseinheiten, gegebenenfalls auch in eigenständige Selbstverwaltungskörperschaften gegliedert, nicht aber in eigenstaatliche Gliedstaaten wie im Bundesstaat.
Das Streben nach einem Einheitsstaat wird als Unitarismus bezeichnet, das Streben nach einer bundesstaatlichen Ordnung demgegenüber als Föderalismus.

## Beispiele
Als Beispiele demokratischer Staaten nannte der Politikwissenschaftler Martin Sebaldt etwa Costa Rica, Finnland, Island oder Israel als zentralistische Einheitsstaaten. Dänemark, Frankreich, das Vereinigte Königreich, Irland, Japan oder Luxemburg sowie Neuseeland, Niederlande, Norwegen und Schweden sind dagegen dezentrale Einheitsstaaten.
Eine „ausgesprochene Regionalisierung“ finde sich z. B. bei Italien, das als regionaler Einheitsstaat bezeichnet wird. So habe sich Italien schrittweise durch Staatsreformen zu einem regionalisierten Einheitsstaat entwickelt, in welchem fünf Regionen mit Sonderstatus über Selbstverwaltung verfügen. Dieses Konzept wurde auf die übrigen Regionen in modifizierter Weise ausgeweitet und verfassungsrechtlich verankert. Indien sei lediglich eine „formale Union“, da deren Bundesstaaten aufgrund fehlender Verfassungen keine Staatsqualität besäßen. Zudem könne die Zentralregierung diese aufgrund der Artikel 3 und 358 der Bundesverfassung neu strukturieren, auflösen und deren Regierungsgewalt übernehmen. Außerdem würden ihre Gouverneure durch den Staatspräsidenten ernannt und dessen Aufgabenbereiche durch die Staatsverfassung geregelt. Als einen Sonderfall betrachtet Sebaldt Belgien, welches sich zwar nicht „formaljuristisch“, aber de facto von einem dezentralen Einheitsstaat durch mehrere Staatsreformen zu einem föderalen Bundesstaat gewandelt habe.